# Pieve dei Santi Pietro e Paolo a Coiano
La pieve dei Santi Pietro e Paolo si trova a Coiano, frazione del comune di Castelfiorentino, in provincia di Firenze.

## Storia
Questo bellissimo edificio in stile romanico si trova a cavallo tra la Val d'Elsa e la Val d'Egola, su una delle direttrici della via Francigena, che Sigerico, arcivescovo di Canterbury, percorse tra il 990 e il 994. La pieve rappresentò per l'arcivescovo inglese, la XXI tappa (Mansio) del suo itinerario di ritorno da Roma verso l'Inghilterra e la località fu da lui definita Sce Peter Currant..
La prima notizia certa è tuttavia relativa all'anno 1029, quando il piviere risulta confinante a sud con quello della chiesa di San Regolo a Montaione e a nord - ovest con quello di Corrazzano.
Fino al XII secolo fu un feudo del vescovo di Volterra che vi esercitava sia i poteri temporali che quelli spirituali. Nel 1300 il piviere contava diciannove chiese suffraganee e sei spedali, tutti inseriti in un territorio privo di grossi centri abitati ma nonostante ciò le rendite erano paragonabili a quelle dei pivieri circostanti e permettevano il mantenimento presso la pieve di una comunità di canonici regolari che facevano vita in comune.
La pieve fu oggetto di una visita pastorale il 18 settembre 1422 e dalla relazione redatta in seguito si sa che a quel tempo era dotata di tre cappelle ed era retta da due canonici in quanto il pievano era assente. Patroni della pieve erano i Machiavelli che avevano ereditato tale incarico dai Pucci e dai Capitani di Parte Guelfa i cui stemmi erano conservati all'interno della chiesa.
Nel XVIII secolo l'interno venne ridefinito in stile barocco ma tali interventi vennero rimossi in occasione dei restauri effettuati negli anni trenta del XX secolo. Nel 1837 venne completato il campanile, il cui basamento è in pietra arenaria.

## Descrizione
La pieve di Coiano rappresenta un tipico esempio del romanico pisano - volterrano con un impianto basilicale a colonne.
Il paramento murario è stato realizzato con l'uso di due materiali: il laterizio e la pietra arenaria; l'uso di questi due materiali è la dimostrazione di due fasi distinte di costruzione e tale distinzione è da mettere in relazione con un probabile crollo delle strutture riconoscibile sia all'esterno che all'interno. Alla primitiva fase costruttiva sono riferibili la parte inferiore della facciata, i muri perimetrali e la tribuna mentre ad una fase più tarda sono ascrivibili la parte superiore della fiancata occidentale, le campate occidentali e gran parte del claristorio.

### Esterno
La facciata è nettamente distinta in due ordini: l'ordine inferiore è stato parzialmente realizzato mediante l'uso di conci di pietra arenaria ben squadrati e comprende il portale con arco a tutto sesto con architrave e lunetta monolitica, il tutto racchiuso da un grosso sperone corrispondente alla navata sinistra e dalla torre campanaria alla quale la chiesa di appoggia.
L'ordine superiore costituisce la parte più interessate e quella meglio decorata del prospetto. Sopra il portale termina l'ordine inferiore e ad esso si appoggia la finta galleria cieca realizzata in laterizio, tale galleria occupa per intero la larghezza della navata centrale ed è costituita da una serie di arcatelle cieche poggianti su semplici capitelli e semicolonne in mattoni. La facciata è scandita da sei archetti per parte (sulla parte destra se ne vedono solo cinque) che conferiscono all'insieme un bel effetto chiaroscurale di stile lombardo influenzato dalla cultura volterrana, secondo uno schema simile a quello visibile nella pieve di Casole d'Elsa. Sopra gli archetti è presente una decorazione, un fregio, realizzato in cotto scolpito con un motivo a zig-zag, elemento riscontrabile in altre pievi della Val d'Elsa ma solo limitatamente alla seconda metà del XII secolo. Al centro della galleria si apre una bifora non in asse al portale ma con la galleria.
La decorazione della facciata era completata da sei bacini ceramici, oggi perduti ma restano gli incavi vuoti, disposti su due linee orizzontali, come nella pieve di Castelfiorentino, nella chiesa dei Santi Tommaso e Prospero a Certaldo e nella chiesa di Marcignana.
La fiancata settentrionale non presenta nessuna apertura ed è stata realizzata con conci di arenaria di varie tonalità tranne che nel coronamento realizzato in laterizio ed un'opera più tarda. La tribuna è la parte meglio conservata della pieve più antica. Il volume dell'abside semicircolare è di concezione lombarda e presenta un basamento in mattoni alternati a pietra (elemento comune in vari edifici dell'ambito volterrano tra il XII e il XIII secolo) scandito da sottili semicolonne in pietra grigia le quali sostengono due archetti pensili. Sopra la copertura dell'abside si apriva una feritoia a forma di clessidra, oggi chiusa.
La fiancata meridionale è anch'essa realizzata tramite conci di arenaria ma non è visibile perché vi si appoggiano gli edifici della canonica che hanno chiuso le strette monofore ad arco monolitico visibili all'interno.
Si accede all'interno della chiesa dalla canonica, attraverso un portale dotato di un arco a tutto sesto estradossato e di una enorme architrave.

### Interno
Lo spazio interno è suddiviso in tre navate separate da due file di sei colonne sulle quali si impostano archi a tutto sesto. Il claristorio è aperto da cinque strette monofore per parte realizzate in epoche diverse, le più antiche sono riconoscibili dalla forma molto più allungata e dal fatto di essere chiuse da un timpano. La copertura è a capriate lignee.
Le prime due archeggiature di sinistre e le prime tre a destra sono in laterizio e poggiano su capitelli lapidei oggi ridotti ad abachi e decorati con motivi geometrici. Le sottostanti colonne sono composte da pezzi di laterizio e hanno basi delle stesse dimensioni dei capitelli. Le altre campate sono in pietra ben squadrata e sono sostenute da colonne che si alternano a pilastri quadrangolari. Le decorazioni dei capitelli, qui sono molto più ricche delle precedenti e presentano festoni di rosette a cinque petali e degli intrecci viminei, quasi identici a quelli visibili nella chiesa di Cedda.
Il presbiterio è sopraelevato di un gradino mentre l'abside presenta una pavimentazione posta ad una quota più bassa; nel volume interno dell'abside è visibile una finestrella gradonata che ha fatto ipotizzare la presenza di una cripta che però non è stata confermata dalla campagna di scavi effettuata durante gli ultimi restauri. Nel paramento murario sono stati inseriti dei piccoli capitelli decorati con motivi floreali e questi inserimenti non trovano nessuna giustificazione che non sia un loro reimpiego come materiale di recupero. Forse provengono da un preesistente edificio sacro, l'antica pieve visitata dall'arcivescovo Sigeric e databile quindi al X- XI secolo che venne sostituita da una chiesa romanica nel XII secolo.

### Opere già in loco
Un tabernacolo del XV secolo è stato trasferito nella chiesa di Sant'Alessandro a Volterra, dove è stato collocato nella parete del presbiterio.

## Piviere di Coiano

### Canoniche
- canonica di Santa Maria Assunta a Castelnuovo d'Elsa
- canonica di San Niccolò a Collepatti

### Cappelle
- cappella di San Bartolomeo a Coiano
- cappella di Sant'Antonio a Coiano

### Chiese
- chiesa dei Santi Lorenzo e Barbara (Castelnuovo d'Elsa)
- chiesa di San Bartolomeo a Santo Stefano a Montaione
- chiesa di San Giovanni Battista
- chiesa dei Santi Maria e Andrea
- chiesa di San Michele a Barbialla
- chiesa dei Santi Filippo e Jacopo
- chiesa di Santa Lucia a Castelnuovo
- chiesa di San Bartolomeo alla Dogana
- chiesa dei Santi Ippolito e Cassiano a Meleto
- chiesa dei Santi Fabiano e Sebastiano a Mellicciano
- chiesa di Santa Croce a Ritocchio
- chiesa di San Giusto a Castelfiorentino
- chiesa dei Santi Giovanni, Jacopo e Petronilla a Castelfiorentino
- chiesa di Santa Maria della Neve a Lungotuono
- chiesa dei Santi Gervasio e Protasio a Vallese

### Spedali
- spedale di San Pietro a Coiano
- spedale di sant'Anna a Barbialla
- spedale dei Santi Jacopo e Francesco a Castelnuovo
- spedale di Sant'Jacopo al Ponte
- spedale di San Giusto a Castelfiorentino